# Al-Ansar (Beirut)
Al-Ansar (arabisch نادي الأنصار الرياضي, DMG Nādī al-Anṣār ar-Riyāḍī) ist ein libanesischer Fußballverein, der in Beirut beheimatet ist und als eine der erfolgreichsten Mannschaften des libanesischen Fußballs gilt. Gegründet wurde der Verein bereits 1925, doch die erste Meisterschaft folgte erst im Jahre 1988. Der Verein gewann daraufhin elf Meisterschaften in Folge und stellte damit einen neuen Weltrekord auf. Insgesamt sind es 14 Meistertitel. Daneben gewann der Verein 15 Mal den FA Cup im Libanon. Seine Heimspiele trägt der Verein im Beirut Municipal Stadium aus.

## Vereinserfolge
| Libanesische Premier League (14) | Libanesische Premier League (14) | Libanesische Premier League (14) | Libanesische Premier League (14) | Libanesische Premier League (14) | Libanesische Premier League (14) | Libanesische Premier League (14) | Libanesische Premier League (14) | Libanesische Premier League (14) | Libanesische Premier League (14) |
| -------------------------------- | -------------------------------- | -------------------------------- | -------------------------------- | -------------------------------- | -------------------------------- | -------------------------------- | -------------------------------- | -------------------------------- | -------------------------------- |
| 1987/88                          | 1989/90                          | 1990/91                          | 1991/92                          | 1992/93                          | 1993/94                          | 1994/95                          | 1995/96                          | 1996/97                          | 1997/98                          |
| 1998/99                          | 2005/06                          | 2006/07                          | 2020/21                          |                                  |                                  |                                  |                                  |                                  |                                  |
| Libanesischer FA Cup (15)        |                                  |                                  |                                  |                                  |                                  |                                  |                                  |                                  |                                  |
| 1987/88                          | 1989/90                          | 1990/91                          | 1991/92                          | 1993/94                          | 1994/95                          | 1995/96                          | 1998/99                          | 2001/02                          | 2005/06                          |
| 2006/07                          | 2009/10                          | 2011/12                          | 2016/17                          | 2020/21                          | 2023/24                          |                                  |                                  |                                  |                                  |
| Supercup (6)                     |                                  |                                  |                                  |                                  |                                  |                                  |                                  |                                  |                                  |
| 1996                             | 1997                             | 1998                             | 1999                             | 2012                             | 2021                             |                                  |                                  |                                  |                                  |
| Libanesischer Elite Cup (2)      |                                  |                                  |                                  |                                  |                                  |                                  |                                  |                                  |                                  |
| 1997                             | 2000                             |                                  |                                  |                                  |                                  |                                  |                                  |                                  |                                  |
| Libanesischer Federation Cup (2) |                                  |                                  |                                  |                                  |                                  |                                  |                                  |                                  |                                  |
| 1999                             | 2000                             |                                  |                                  |                                  |                                  |                                  |                                  |                                  |                                  |

## Spieler
- Hawar Mulla Mohammed (2005–2006)